# Fondation Émile-Nelligan
La fondation Émile-Nelligan est une société privée sans but lucratif qui a été créée en 1979 par Gilles Corbeil. Elle a pour buts d'honorer la mémoire du poète québécois Émile Nelligan et d'aider les arts et les lettres.

## Prix décernés par la fondation
La fondation remet annuellement le prix Émile-Nelligan en poésie et trois prix triennaux : le prix Gilles-Corbeil en littérature, le prix Serge-Garant en composition musicale et le prix Ozias-Leduc en arts visuels.

## Histoire
La fondation a été présidée par Gilles Corbeil jusqu'à son décès en 1986. C'est ensuite Gaston Miron qui a occupé la présidence jusqu'à son décès en 1997. C'est ensuite Marie-Andrée Lamontagne qui lui succéda jusqu'en 1999 alors que Michel Dallaire devient président.

## Actualité
Dans le cadre d'un projet pour la Bibliothèque Saint-Sulpice, la Fondation a été impliquée avec Monique Giroux dans un projet de Maison de la chanson et de la musique (MCM).